# Gondoletta

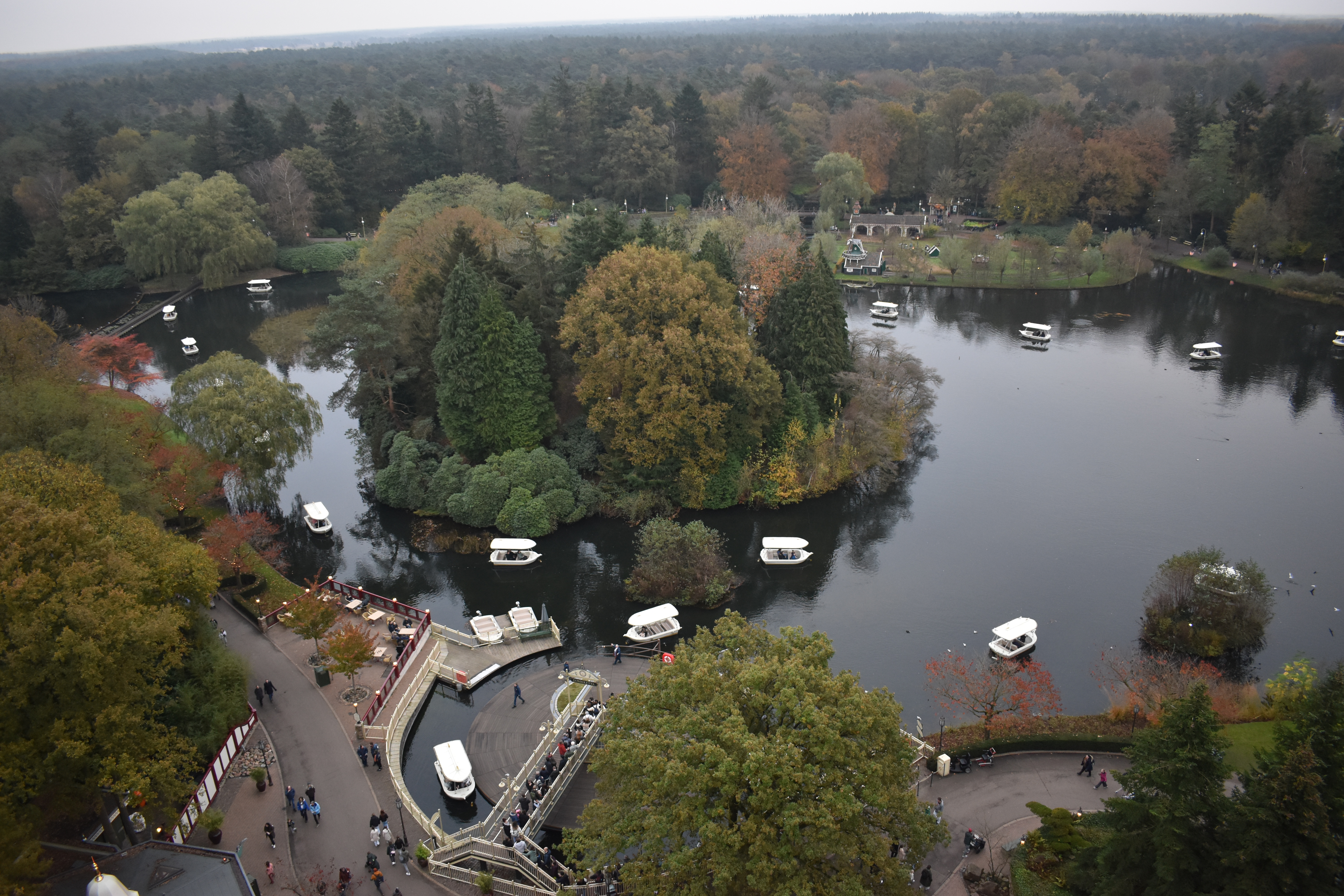
De Gondoletta in vogelvlucht

De Gondoletta is een attractie in het Nederlands attractiepark De Efteling gelegen te Kaatsheuvel. 
De Gondoletta opende op 13 april 1981 en bestaat uit veertig bootjes op een automatisch vaarsysteem, dat oorspronkelijk bedoeld was als test voor Fata Morgana. Het was echter zo'n groot succes, dat de Efteling de Gondoletta als volwaardige attractie behield. Qua oppervlakte is het de grootste attractie van de Efteling. Men stapt in het bootje door middel van een grote draaiende schijf, die later ook bij attracties als Fata Morgana,  Carnaval Festival en Piraña gebruikt werd. Onder water liggen grote draaiende schijven die het voor de bootjes, die vastzitten aan een grote staalkabel, mogelijk maken om bochten te maken. Het ritsysteem voor Gondoletta is geleverd door Intamin AG.
De overdekte bootjes maken een twintig minuten durende tocht van ongeveer een kilometer door de tuin van de Efteling, langs beboste gebieden, rietvelden en onder bruggen door. Voor 2007/2008 was er een grote bloemenpracht te zien waar men langs voer. Dit werd omgevormd naar een Biesbosch-achtig gebied, omdat het park meer diersoorten wilde aantrekken in het park. Ook zijn toen een aantal eilandjes geplant in de vijver met een aantal struiken erop. Bij de Wensbron op het eiland in de vijver zijn een aantal grote stenen geplaatst.
De bootjes, met plaats voor zes personen per bootje, hebben één keer een metamorfose ondergaan. Dat gebeurde in 1994, waarbij de bootjes een nieuwe boeg kregen van een vogelkop (die overigens veel gelijkenissen vertoont met de vogels in Vogel Rok) en de oranje vlaggetjes op het dak werden vervangen door gouden ornamenten. Vanaf de tweede Winter Efteling voeren in plaats van de veertig bootjes, drie grote ijsvissen door de vijver. Toen in 2007 het Ruigrijk, waar eerst de bootjes werden gestald, tijdens de Winter Efteling werd opengesteld, verdwenen de vissen. Sindsdien liggen de bootjes 's winters weer stil in de vijver. Tijdens de Winter Efteling van 2009/2010 voeren de bootjes echter wel, zodat de vijver niet bevroor. Sinds enkele jaren varen de bootjes wel in de winter periode. In juli 2023 werd bekendgemaakt dat voorbereidingen werden getroffen om de ondertussen 29 jaar oude boten te vervangen.
De bootjes liggen op de Siervijver. De muziek is een harpconcert van François-Adrien Boieldieu.
De kosten voor de Gondoletta waren destijds 2 miljoen gulden. De capaciteit is 720 personen, voorheen 1080 personen per uur. Door de renovatie in 2015 en de nieuwe veiligheidsmaatregelen. De bootjes varen ongeveer een snelheid van 2,7 km per uur.

## Incidenten
- Op 29 mei 2012 is een van de boten met daarin vier jongeren omgeslagen, nadat deze jongeren de boot heen en weer lieten schommelen. Een van de jongeren kwam hierdoor vast te zitten onder de boot.[3]
- Op 25 augustus 2015 is er op een van de boten een boom gevallen waarbij drie mensen gewond raakten.[4]
- Op 26 oktober 2017 sprongen twee kinderen uit een bootje. Ze kwamen terecht op een eiland in de vijver. Een beveiliger sprak ze hierop aan en liet ze door het water teruglopen naar de kant, waardoor ze ook nog een kletsnatte broek opliepen.[5]
- Op 7 november 2017 probeerden twee jongens vanaf een houten brug in een bootje te springen, waarbij ze een nat pak haalden. Een derde jongen slaagde hier wel in. Het drietal is meegenomen door de beveiliging omdat dit niet is toegestaan.[6]

## Trivia
- In 2002 werden voornemens gemaakt om de draaischijf van Gondoletta te overkappen. In 2004 werd bekendgemaakt dat deze overkapping, dat bescherming zou zijn voor werknemers en wachtende gasten tegen zon en regen, er zou komen in 2006. In 2015 werd de attractie gerenoveerd, maar het realiseren van de overkapping bleef uit. In 2019 werd door de Efteling opnieuw laten weten dat er plannen zijn voor een overkapping, anno 2023 is er nog geen gekomen.